# Anne Balsamo
Anne Marie Balsamo (sinh ngày 7 tháng 1 năm 1959) là một nhà văn người Mỹ chuyên viết về mối liên hệ giữa nghệ thuật, văn hóa, giới tính và công nghệ.

## Học vấn
Balsamo theo học cao học tại Đại học Illinois ở Urbana-Champaign rồi tốt nghiệp bằng tiến sĩ chuyên ngành Nghiên cứu Truyền thông.

## Sự nghiệp
Hiện thời bà đang giữ chức Trưởng khoa Công nghệ Nghệ thuật và Truyền thông Mới nổi tại Đại học Texas ở Dallas nước Mỹ. Trước đây, bà từng là Giáo sư Nghiên cứu Truyền thông kiêm Trưởng khoa Nghiên cứu Truyền thông tại Trường Trường Tương tác Công chúng Mới ở Thành phố New York. Bên cạnh đó, Balsamo còn được mời giảng dạy tại Trường Báo chí và Truyền thông Annenberg và Ban Truyền thông Tương tác của Trường Nghệ thuật Điện ảnh trực thuộc Đại học Nam California, tại đây bà chuyên đứng lớp giảng dạy các khóa học về truyền thông tương tác, thiết kế và công nghệ. Ngoài ra, tại Phòng thí nghiệm Đổi mới Annenberg, bà phụ trách công tác giám sát các Công nghệ mới nổi. Bà còn là biên tập viên sê-ri ebook mang tên Imprint, liên kết với nhà xuất bản Annenberg Press.
Xưa kia, bà từng là thành viên của một nhóm nghiên cứu mang tên RED (Research on Experimental Documents) ở hãng Xerox PARC, phụ trách việc chế tạo các loại thiết bị đọc mới, thuộc một trong số các dự án khác. Bà còn làm giám đốc dự án và nhà thiết kế truyền thông đã tới tham quan các bảo tàng khoa học và công nghệ Mỹ trong một cuộc triển lãm tương tác về công việc của RED từ năm 2000 đến năm 2003. Balsamo tiếp tục đồng sáng lập Onomy Labs, một công ty ở Thung lũng Silicon chuyên thiết kế các công nghệ văn hóa tương tác.
Balsamo từng là một doanh nhân, tác giả, nhà giáo dục và nhà thiết kế truyền thông mới vào nhiều thời điểm khác nhau xuyên trong đời mình nhưng vẫn được nhiều người biết đến với tư cách là một nhà văn phân tích công nghệ và văn hóa từ góc độ nữ quyền. Một trong những cuốn sách của bà có nhan đề Technologies of the Gendered Body, nổi tiếng bắt đầu bằng câu: "Mẹ tôi là một chiếc máy tính," nhấn mạnh thực tế rằng trước khi 'máy tính' trở thành một thuật ngữ chỉ máy móc, nó là thuật ngữ được sử dụng cho con người (chủ yếu là phụ nữ), luôn giữ cho máy móc hoạt động và trong một số trường hợp, đã tự tay viết ra các chương trình dành cho chúng. Đặc biệt, bà đề cập đến việc kiểm soát công nghệ đối với cơ thể phụ nữ, chẳng hạn như phẫu thuật thẩm mỹ hoặc y tế hóa quá trình mang thai.
Balsamo lên tiếng ủng hộ các sáng kiến giáo dục nhằm mở rộng khả năng tiếp cận các lĩnh vực mà các công nghệ tương lai được hình dung và nhận dạng; cùng lúc đó, bà còn hợp tác với Alexandra Juhasz sáng lập nên FemTechNet, một mạng lưới gồm toàn giới học giả và nghệ sĩ chuyên tâm nghiên cứu các vấn đề liên quan đến công nghệ và giới tính. John Seely Brown, cựu trưởng nhóm nhà khoa học của Xerox Corporation và Giám đốc Trung tâm Nghiên cứu Xerox Palo Alto (PARC) đưa ra lập luận rằng Balsamo "khắc họa cả sự cần thiết và thách thức của việc nuôi dưỡng trí tưởng tượng công nghệ trong tất cả chúng ta...Những hiểu biết sâu sắc của bà ấy về việc mở rộng các cân nhắc mang tính truyền thống trong thiết kế kỹ thuật xã hội nhằm xem xét các vấn đề văn hóa đang đến vào thời điểm quan trọng." Lawrence Grossberg, tác giả cuốn Studies In the Future (Tương lai học), lập luận rằng "Balsamo lập bản đồ sự phức tạp trong thực tế của các quy trình thiết kế đặc thù, và mở ra những cách suy nghĩ mới mẻ và giảng dạy về văn hóa công nghệ liên quan đến các lĩnh vực chính trị - xã hội rộng lớn hơn".

## Ấn phẩm chọn lọc

### Sách
- Balsamo, Anne (1996). Technologies of the gendered body: reading cyborg women. Durham, North Carolina: Duke University Press. ISBN 9780822316985.
- Balsamo, Anne (2011). Designing culture: the technological imagination at work. Durham, North Carolina: Duke University Press. ISBN 9780822344452.

### Các chương viết trong sách
- Balsamo, Anne (2013) [1995], "Signal to noise: on the meaning of cyberpunk subculture", trong Biocca, Frank; Levy, Mark (biên tập), Communication in the age of virtual reality, New York: Routledge, tr. 347–368, ISBN 9781135693572.
- Balsamo, Anne (1999), "Notes toward a reproductive theory of technology", trong Kaplan, E. Ann; Squier, Susan (biên tập), Playing dolly: technocultural formations, fantasies, & fictions of assisted reproduction, New Brunswick, New Jersey: Rutgers University Press, tr. 87–100, ISBN 9780813526492.
- Balsamo, Anne (2000), "Engineering cultural studies: the postdisciplinary adventures of mindplayers, fools, and others", trong Traweek, Sharon; Reid, Roddey (biên tập), Doing science + culture, New York: Routledge, tr. 259–274, ISBN 9780415921121.
- Balsamo, Anne (2000), "Teaching in the belly of the beast: feminism in the best of all places", trong Sawchuk, Kim; Marcessault, Jeannine (biên tập), Wild science: feminist cultural studies of science, technology and medicine, New York: Routledge, tr. 185–214, ISBN 9781136294501.

### Bài viết đăng trên Tập san
- Balsamo, Anne (1996). "Myths of information: on the meaning of new information technologies". Technology Analysis & Strategic Management. Quyển 8 số 3. tr. 341–348. doi:10.1080/09537329608524256.
- Balsamo, Anne (tháng 12 năm 2005). "Taking culture seriously: educating and inspiring the technological imagination" (PDF). Academic Commons. Bản gốc (PDF) lưu trữ ngày 20 tháng 6 năm 2022. Truy cập ngày 21 tháng 6 năm 2021. {{Chú thích tạp chí}}: Chú thích magazine cần |magazine= (trợ giúp)